# Élections municipales de 2001 à Limoges
Les élections municipales françaises de 2001 à Limoges se sont déroulées les 11 et 18 mars 2001.

## Contexte

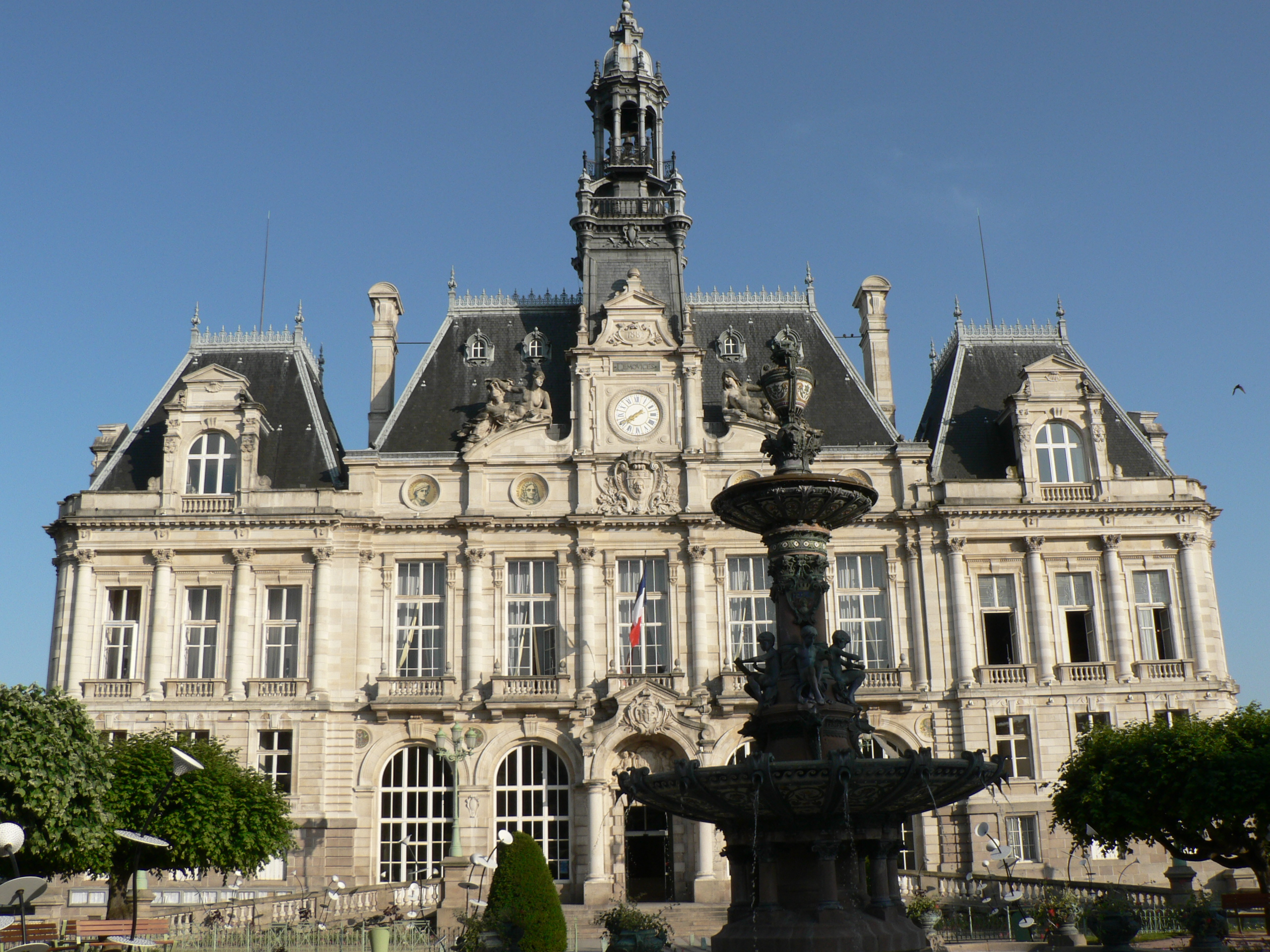
L'hôtel de ville de Limoges.

Alain Rodet, 56 ans, est maire PS de la ville depuis 1990, date à laquelle il a succédé à Louis Longequeue, décédé. Limoges est dirigée par la gauche depuis 1912, date à laquelle Léon Betoulle, député, accéda au fauteuil de maire, en exceptant la période d'Occupation, où André Faure, classé à droite, fut installé par le régime de Vichy.

## Candidats et projets
Liste « Les Verts pour Limoges » :
1. Jean-Louis Pagès
2. Dominique Normand
3. Alain Puech 
4. Marie-France Pago
5. Vincent Brousse
6. Laurence Guedet

## Résultats
Dans un contexte national plutôt difficile pour la gauche, Alain Rodet est élu dès le premier tour, profitant notamment de l'union avec les communistes et de la désunion de la droite.  L'abstention  est de 35,96 % en hausse de plus de cinq points. 

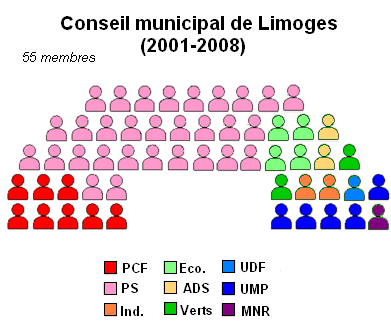
Le conseil municipal (session 2001-2008)

- Premier tour

|  |                         | Liste                                       | Nombre de voix | Résultats |                                     |
|  | Claudine Roussie        | LO                                          | 1 772          | 3,74 %    |                                     |
|  | Daniel Clerembaux       | LCR                                         | 1 450          | 3,06 %    |                                     |
|  | Jean-Louis Pagès        | Les Verts                                   | 3 586          | 7,57 %    | 2                                   |
|  | Alain Rodet             | PS–Union de la gauche (PCF-ADS-PRG-MDC-ECO) | 25 143         | 53,05 %   | 44 (30 PS/DVG, 8 PCF, 4 ECO, 2 ADS) |
|  | Philippe Pauliat-Defaye | DVD                                         | 3 553          | 7,50 %    | 2                                   |
|  | Beatrice Martineau      | (RPR-UDF)                                   | 9 150          | 19,31 %   | 6 (5 RPR/UMP, 1 UDF)                |
|  | Antoine Orabona         | MNR                                         | 2 743          | 5,79 %    | 1                                   |